# 庾條
庾條（290年代—？），字幼序，潁川鄢陵（今河南鄢陵）人。東晉時期權臣和外戚庾亮、庾懌、庾冰之弟，庾翼之兄，姐姐是晉明帝皇后庾文君。在兄弟中最为凡劣，所以禄位不至。

## 事蹟
初避太宰府，累迁黄门郎、豫章郡太守。征拜为秘书监，赐爵乡亭侯，參與蘇峻之亂。後出为冠军将军、临川郡太守。
永和四年（348年）末，豫章黄韬自称孝神皇帝，临川人李高为相，聚党数百人，乘犊车，衣皁袍，攻郡县，庾條将他讨平。在任上去世，赠左将军。

## 延伸阅读
[在维基数据编辑]
 《晉書·卷073》，出自房玄齡《晉書》